# Peter Braun
Peter Braun (ur. 1 sierpnia 1962 w Tuttlingen) – niemiecki lekkoatleta, średniodystansowiec, halowy mistrz Europy z 1986, olimpijczyk. W czasie swojej kariery reprezentował Republikę Federalną Niemiec.

## Kariera sportowa
Specjalizował się w biegu na 800 metrów. Startował w nim na halowych mistrzostwach Europy w 1985 w Pireusie, ale odpadł w eliminacjach. Na kolejnych halowych mistrzostwach Europy w 1986 w Madrycie zwyciężył w tej konkurencji, wyprzedzając Colomána Trabado z Hiszpanii i Thierry’ego Tonnelliera z Francji. Zajął 6. miejsce na tym dystansie na mistrzostwach Europy w 1986 w Stuttgarcie.
Odpadł w ćwierćfinale biegu na 800 metrów na mistrzostwach świata w 1987 w Rzymie i w półfinale tej konkurencji na igrzyskach olimpijskich w 1988 w Seulu.
Po zjednoczeniu Niemiec wystąpił w biegu na 800 metrów na halowych mistrzostwach Europy w 1992 w Genui, ale odpadł w półfinale.
Braun był mistrzem RFN w  biegu na 800 metrów w 1987 i 1989, a także wicemistrzem w tej konkurencji w 1986, 1988 i 1992 oraz brązowym medalistą w 1985 i 1990. Był również mistrzem RFN w hali w biegu na 800 metrów w latach 1986–1988, wicemistrzem w 1992 oraz brązowym medalistą na tym dystansie w 1985.
Rekordy życiowe Brauna:
- bieg na 800 metrów – 1:44,03  (6 sierpnia 1986, Koblencja)
- bieg na 800 metrów (hala) – 1:47,19 (29 lutego 1992, Genua)